# Aufseß
Aufseß är en kommun och ort i Landkreis Bayreuth i Regierungsbezirk Oberfranken i förbundslandet Bayern i Tyskland. Aufseß har cirka 1 300 invånare.
Kommunen ingår i kommunalförbundet Hollfeld tillsammans med staden Hollfeld och kommunen Plankenfels.

## Ortsteile
Aufseß består av tio Ortsteile.
| - Aufseß - Dörnhof - Heckenhof - Hochstahl - Hundshof | - Kobelsberg - Neuhaus - Oberaufseß - Sachsendorf - Zochenreuth |